# Marine on St. Croix
Marine on St. Croix est une ville américaine située dans le Comté de Washington, dans le Minnesota. Selon le recensement de 2010, sa population est de 689 habitants.